# Disco in Dream
Tournées par Kylie Minogue avec les autres
Enjoy Yourself Tour
(1990)
Disco in Dream (connu sous le nom The Coca-Cola Hitman Roadshow en Europe) est la première tournée par l'artiste australienne Kylie Minogue. La tournée comprenait également Sinitta et Dead or Alive et a promu ses deux premiers albums studio, Kylie (1988) et de Enjoy Yourself (1989). La tournée a visité l'Asie et l'Europe, et les shows étaient gratuits.

## Programmation
1. The Loco-Motion
2. Got to Be Certain
3. Tears on My Pillow
4. Je ne sais pas pourquoi
5. Made in Heaven
6. Hand on Your Heart
7. Wouldn't Change a Thing
8. I Should Be So Lucky

## Dates de la tournée
| Date                          | Ville      | Pays           | Salle                    |
| ----------------------------- | ---------- | -------------- | ------------------------ |
| Disco in Dream                |            |                |                          |
| 2 octobre 1989                | Nagoya     | Japon          | Nagoya Rainbow Hall      |
| 6 octobre 1989                | Tokyo      | Japon          | Tokyo Dome               |
| 7 octobre 1989                | Osaka      | Japon          | Osaka-jō Hall            |
| 8 octobre 1989                | Osaka      | Japon          | Osaka-jō Hall            |
| The Coca-Cola Hitman Roadshow |            |                |                          |
| 15 octobre 1989               | Londres    | Angleterre     | Hammersmith Palais       |
| 16 octobre 1989               | Plymouth   | Angleterre     | Ritzy Discothèque        |
| 17 octobre 1989               | Swansea    | Pays de Galles | Ritzy Discothèque        |
| 18 octobre 1989               | Manchester | Angleterre     | Manchester Apollo        |
| 19 octobre 1989               | Liverpool  | Angleterre     | Liverpool Empire Theatre |
| 22 octobre 1989               | Bristol    | Angleterre     | Studio Nightclub         |
| 23 octobre 1989               | Newcastle  | Angleterre     | Mayfair Ballroom         |
| 24 octobre 1989               | Sheffield  | Angleterre     | The Roxy                 |
| 25 octobre 1989               | Birmingham | Angleterre     | Ritzy Discothèque        |
| 27 octobre 1989               | Édimbourg  | Écosse         | Playhouse Theatre        |

## Personnel
- Kylie Minogue – producteur exécutif
- Michael Baumohl – producteur, réalisateur
- Roger Yader – producteur, réalisateur
- Terry Blamey – coproducteur
- Venol Jean – chorégraphie
- Carol Minogue – costumes